# Cipancar (Serangpanjang)
Cipancar is een bestuurslaag in het regentschap Subang van de provincie West-Java, Indonesië. Cipancar telt 5049 inwoners (volkstelling 2010).